# Halichoeres bicolor
Espèce
Synonymes
- Halichoeres bicolour (Bloch & Schneider, 1801)[1]
- Halichoeres hyrtli (Bleeker, 1856)[1]
- Halichoeres hyrtlii (Bleeker, 1856)[1]
- Halichoeres xanti (Károli, 1882)[1]
- Julis hyrtlii Bleeker, 1856[1]
- Labrus bicolor Bloch & Schneider, 1801[1]
- Platyglossus xanti Károli, 1882[1]

Statut de conservation UICN

 LC  : Préoccupation mineure
Halichoeres bicolor est une espèce de poissons osseux de petite taille de la famille des Labridae, qui se rencontre au Sri Lanka et en Indonésie. Il peut atteindre une longueur totale de 12 cm.

## Habitat
Cette espèce affectionne les récifs coralliens et est présente entre 3 et 20 m de profondeur.